# Châteaudun
Châteaudun is een gemeente in het Franse departement Eure-et-Loir (regio Centre-Val de Loire). De gemeente telde 12.898 inwoners op 1 januari 2022. De plaats is de onderprefectuur van het arrondissement Châteaudun. In de gemeente ligt spoorwegstation Châteaudun.
Châteaudun is de historische hoofdstad van het graafschap Dunois en heeft als toeristische trekpleister zijn kasteel als een van de meer dan vijftig historische monumenten in de gemeente.

## Geschiedenis

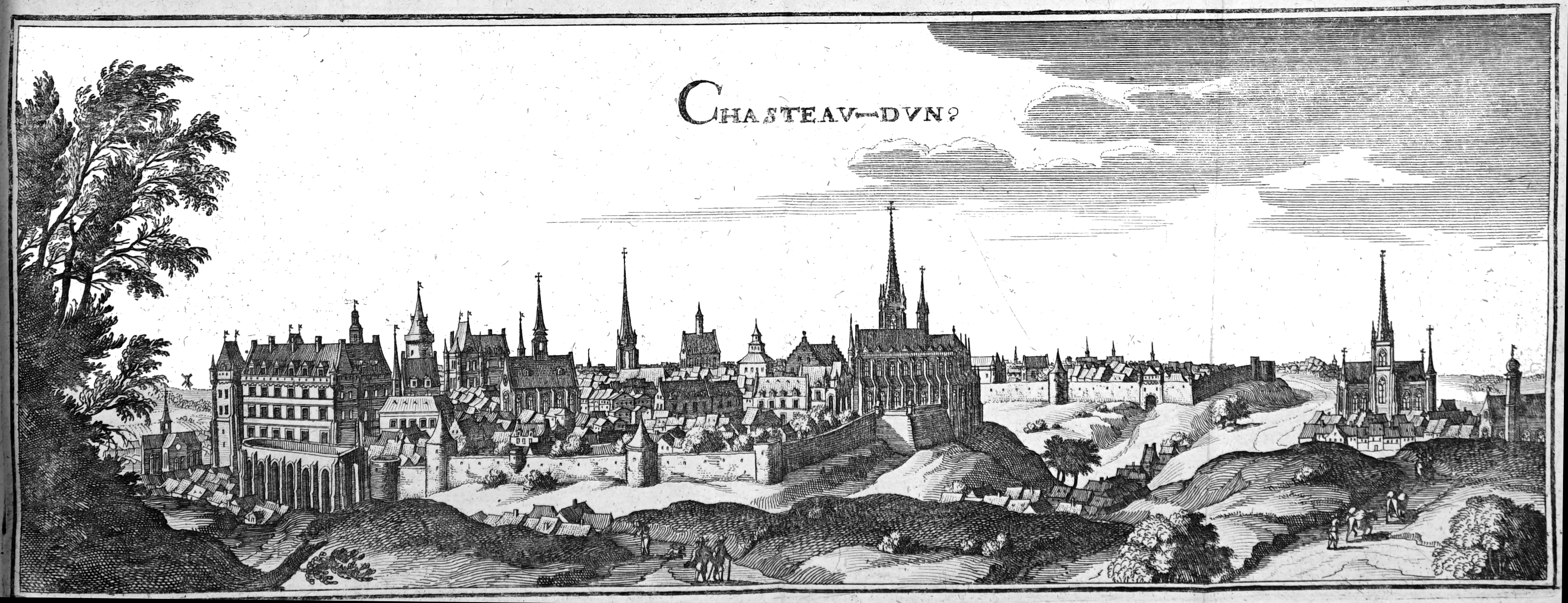
Châteaudun in 1656

Al in de Gallische tijd was er een nederzetting van de Carnutes op een rots boven de Loir. Gregorius van Tours noemde in de 6e eeuw de plaats, die lag op een kruispunt van wegen, van Chartres naar Tours en van Orléans naar Le Mans.
De plaats ontwikkelde zich in de middeleeuwen rond een burcht op deze rotsachtige heuvel en rond de abdij van La Madeleine.
De eerste burcht bestond al in de 10e eeuw. Deze houten burcht was een bezit van de graven van Blois. Hun vazallen waren de graven van Dunois die op hun beurt het bestuur over de stad delegeerden aan burggraven. Aan het einde van de 12e eeuw bouwde graaf Thibault V van Blois een ronde donjon. Halfweg de 15e eeuw liet graaf Jehan van Dunois het oude kasteel, uitgezonderd de donjon, afbreken. In de plaats kwam een nieuwe kasteelvleugel met een kapel, de Sainte-Chapelle. De hertogen van Longueville, afstammelingen van Jehan van Dunois, lieten aan het begin van de 16e eeuw een tweede kasteelvleugel optrekken.

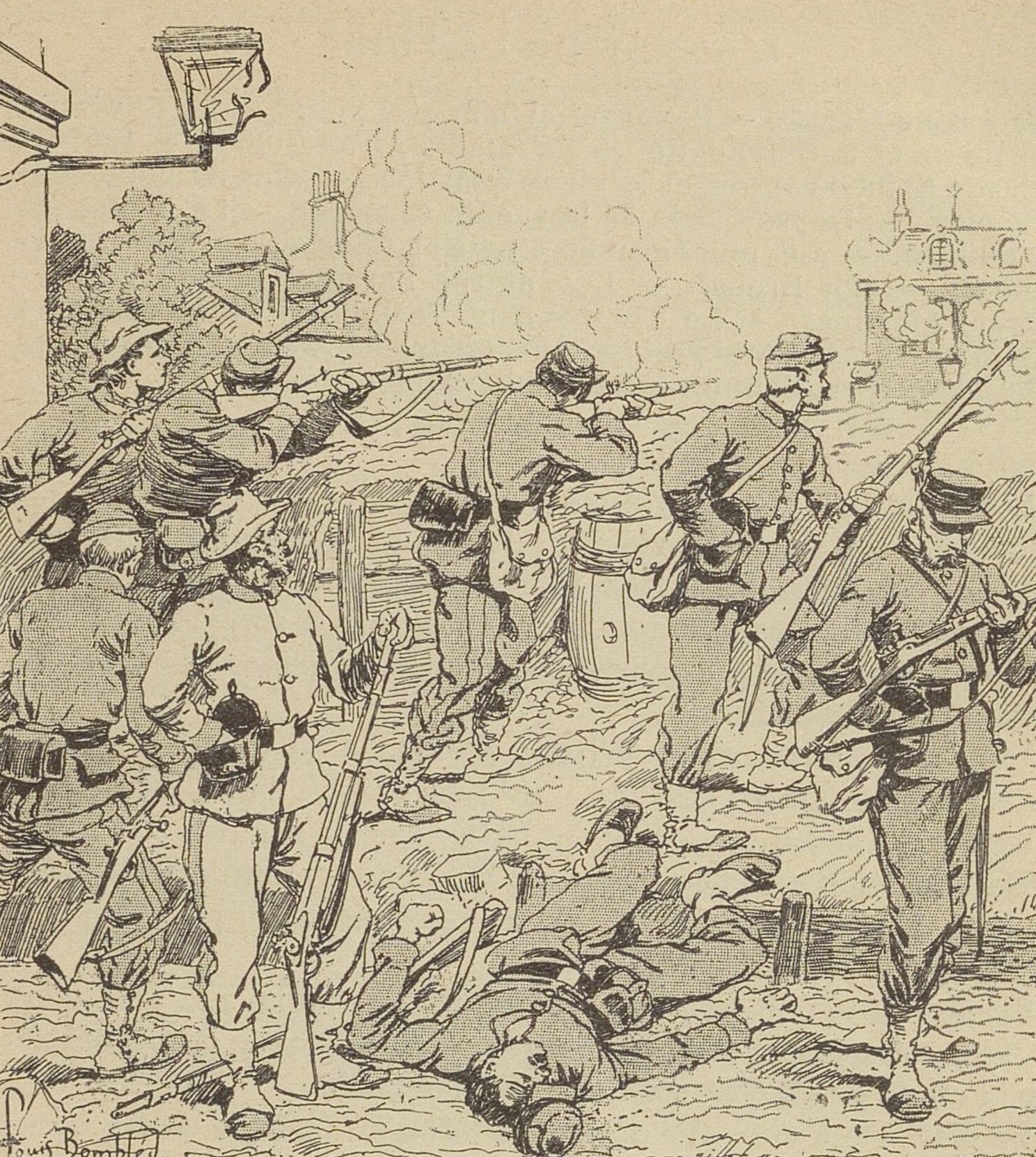
Franse barricade op 18 oktober 1870

De abdij van La Madeleine werd gesticht in de 12e eeuw, niet ver van de burcht. Châteaudun kreeg stadsrechten in 1197. De 13e-eeuwse stadsmuur omvatte een gebied van een tiental hectaren met daarin de abdij, het Hôtel-Dieu en de kapittelkerk Saint-André. De stad bloeide in de 16e en 17e eeuw dankzij de textielnijverheid. Op de Loir waren watermolens en leerlooierijen. Châteaudun was ook een landbouwcentrum waar graan, wijn en vee uit de omtrek werden verhandeld. Ook op religieus gebied was de stad belangrijk met zijn vele kloosters. Châteaudun, een stad van 5000 tot 6000 inwoners, telde zeven parochies en ongeveer twintig kerken en kapellen.
In 1723 werd de bovenstad van Châteaudun getroffen door een zware stadsbrand. Een hele wijk tussen het kasteel en de abdij ging in de vlammen op. In de loop van de 18e eeuw werd de wijk heropgebouwd naar plannen van architect Jules Hardouin. In het midden kwam een groot, rechthoekig plein, de huidige Place du 18 Octobre.
In 1865 werd het spoorwegstation geopend. Op 18 oktober 1870 werd de stad verdedigd door een leger van 1.200 franc-tireurs en leden van de nationale garde tegen een Pruisische overmacht. Na zware gevechten moesten de Fransen zich terugtrekken. De stad bleef zwaar beschadigd achter. Voor haar rol in de Frans-Duitse Oorlog kreeg de stad in 1877 het Kruis in het Legioen van Eer. Ook in 1940 en 1944 leed Châteaudun veel schade. Doelwitten van de luchtbombardementen waren het treinstation en het vliegveld, maar ook in de wijk van La Madeleine was er veel schade.

## Geografie
De oppervlakte van Châteaudun bedroeg op 1 januari 2022 28,48 vierkante kilometer; de bevolkingsdichtheid was toen 452,9 inwoners per km².
De Loir stroomt door de gemeente.
De onderstaande kaart toont de ligging van Châteaudun met de belangrijkste infrastructuur en aangrenzende gemeenten.

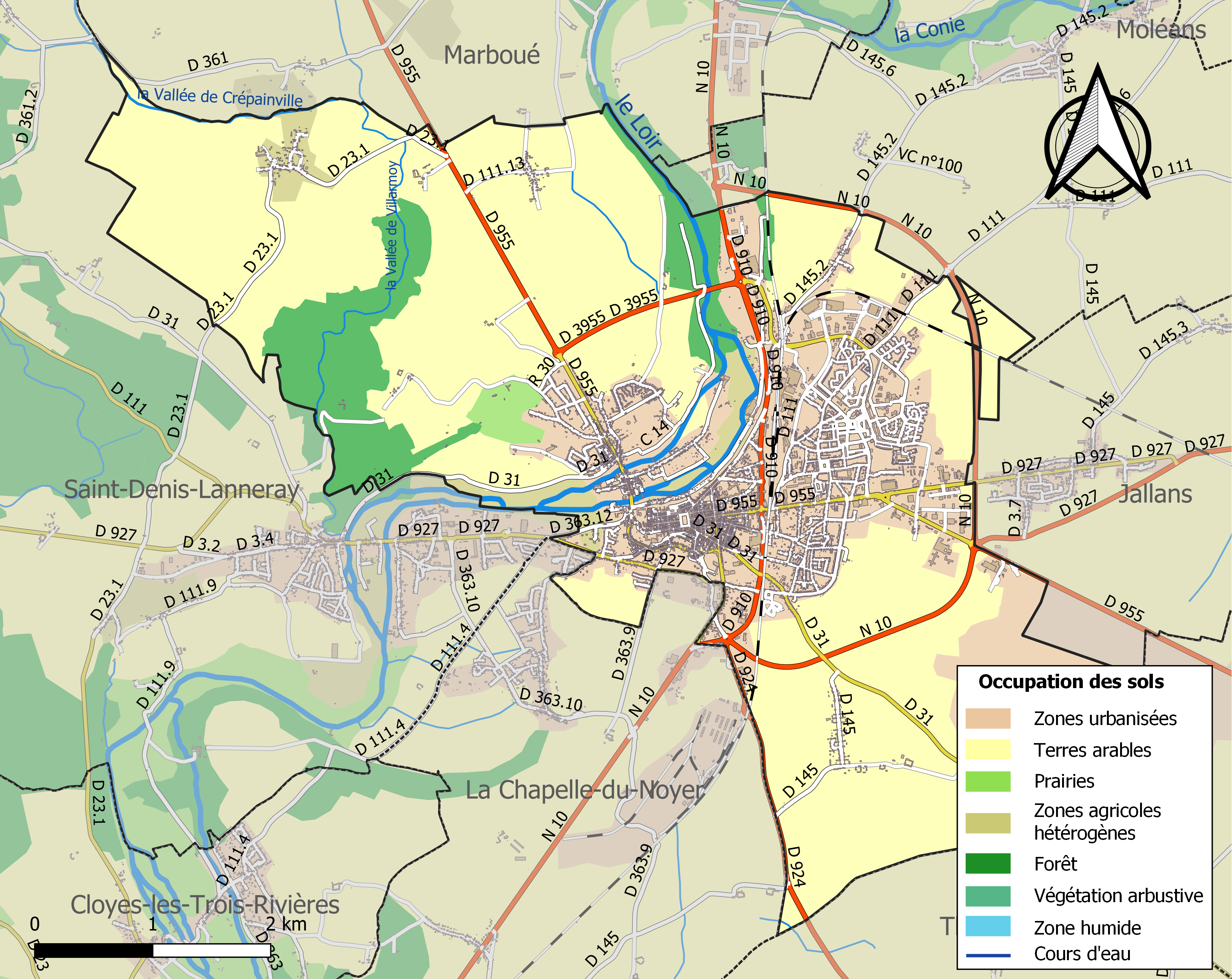

## Demografie
Onderstaande figuur toont het verloop van het inwonertal (bron: INSEE-tellingen).

## Bezienswaardigheden
Het kasteel van Châteaudun is een eclectisch geheel met een donjon uit de 12e eeuw, de Dunoisvleugel uit de 15e eeuw en de Longuevillevleugel uit de 16e eeuw. De 15e-eeuwse Sainte-Chapelle bevat vijftien standbeelden en een muurschildering van het Laatste Oordeel. In het kasteel is een collectie van Vlaamse en Franse wandtapijten uit de 16e en 17e eeuw.
Historische kerken zijn de romaanse kerk van La Madeleine, de vroegere abdijkerk uit de 12e eeuw, de kerk Saint-Valérien uit de 12e en 13e eeuw en de kerk Saint-Jean in de benedenstad, met bouwfases tussen de 12e en de 16e eeuw.
Het voormalig ziekenhuis Hôtel-Dieu werd gebouwd in de 18e en 19e eeuw. Rond de Rue Saint-Lubin zijn nog vakwerkhuizen en stenen renaissancegevels uit de 15e en 16e eeuw. Zij overleefden de grote stadsbrand van 1723. Rond de Place du 18 Octobre staan classicistische gevels uit de 18e eeuw, opgetrokken tijdens de wederopbouw.
Het Musée des Beaux-Arts et d'Histoire Naturelle heeft een diverse collectie. De natuurhistorische collectie bevat een verzameling van 3000 opgezette dieren. Er zijn objecten uit Egypte en het Verre Oosten en een zaal gewijd aan de Frans-Duitse Oorlog.

### Afbeeldingen

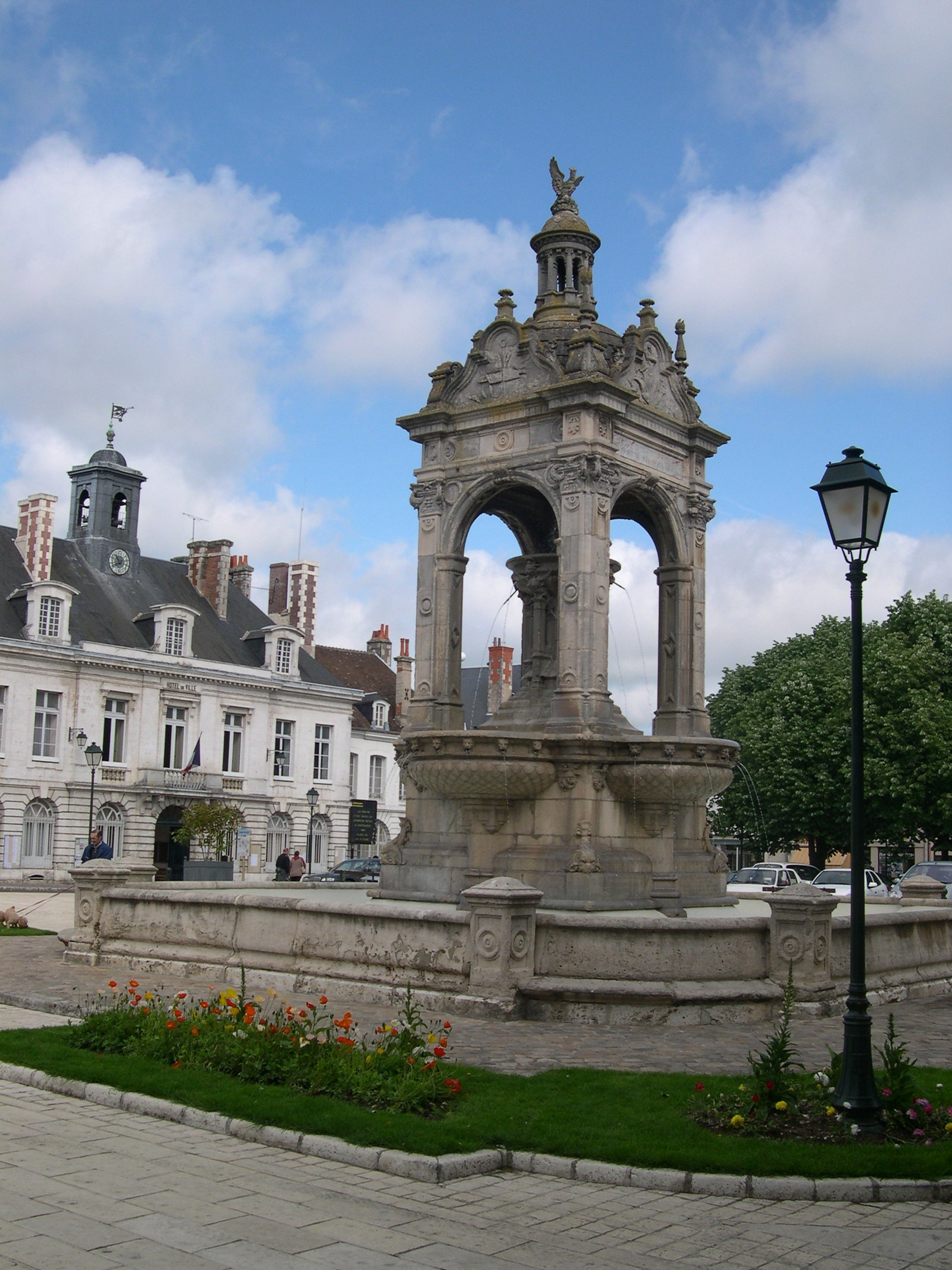
Place du 18 Octobre met de 19e-eeuwse fontein
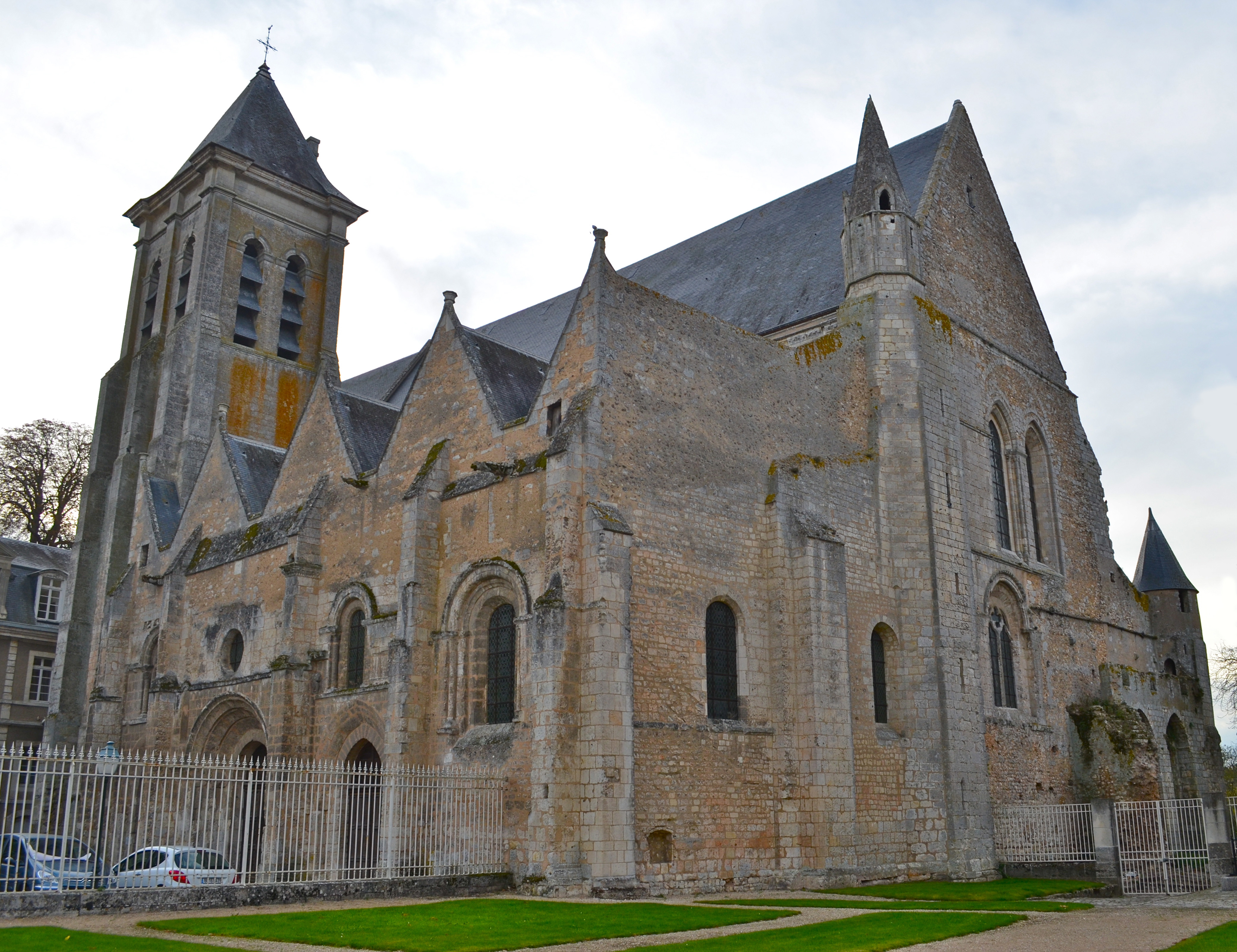
Kerk van La Madeleine
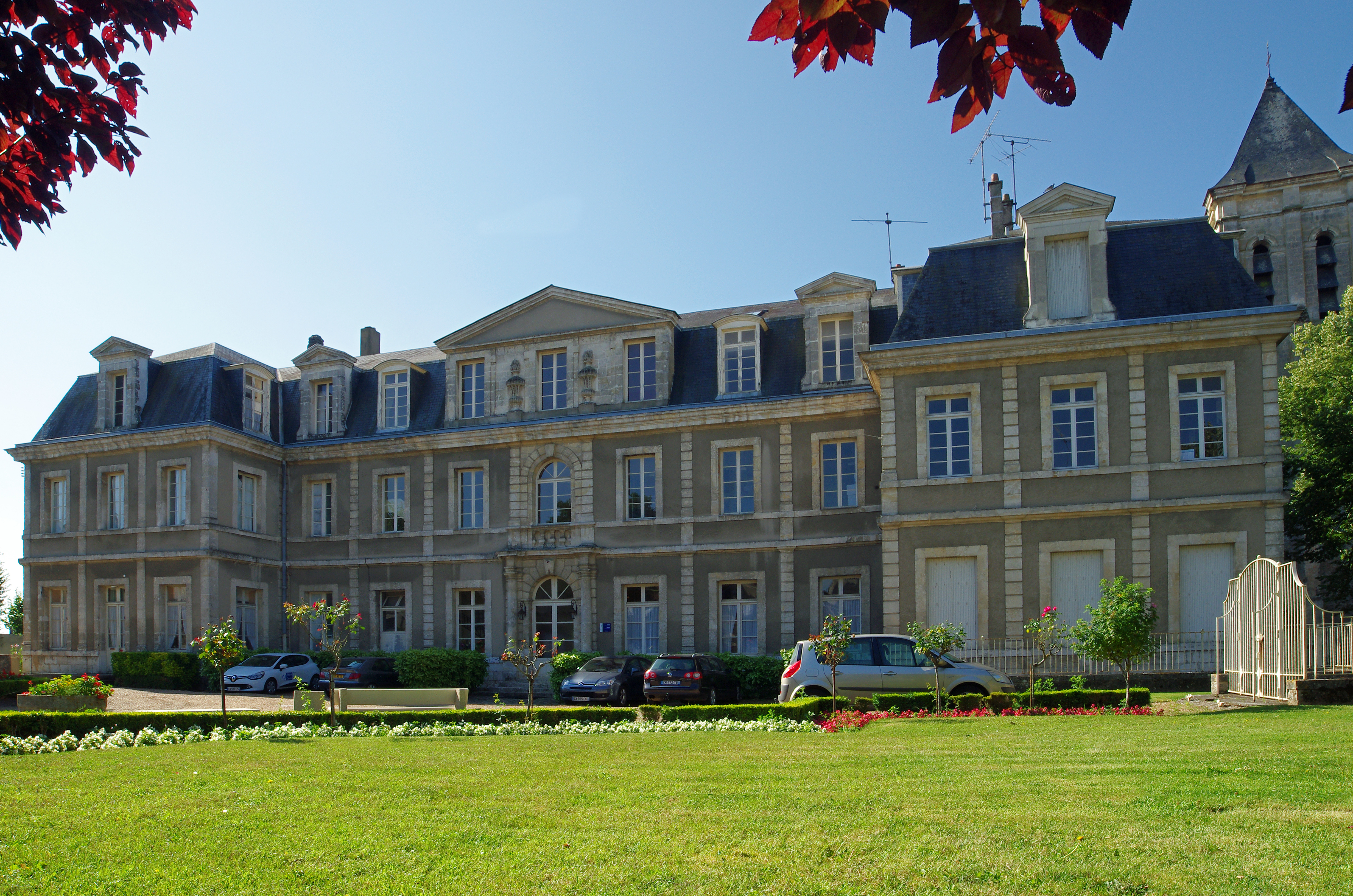
Abbaye de la Madeleine
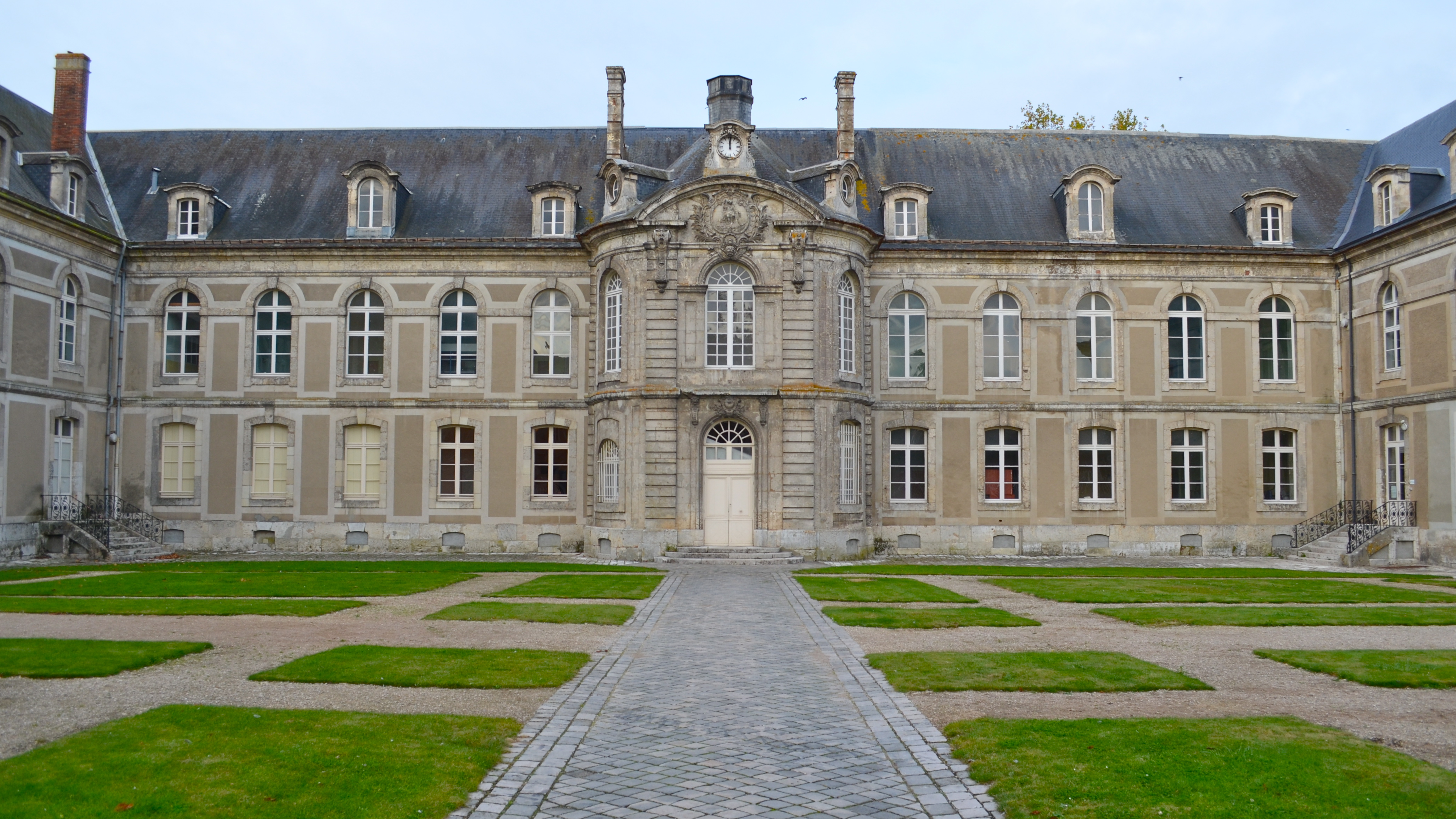
Hôtel-Dieu
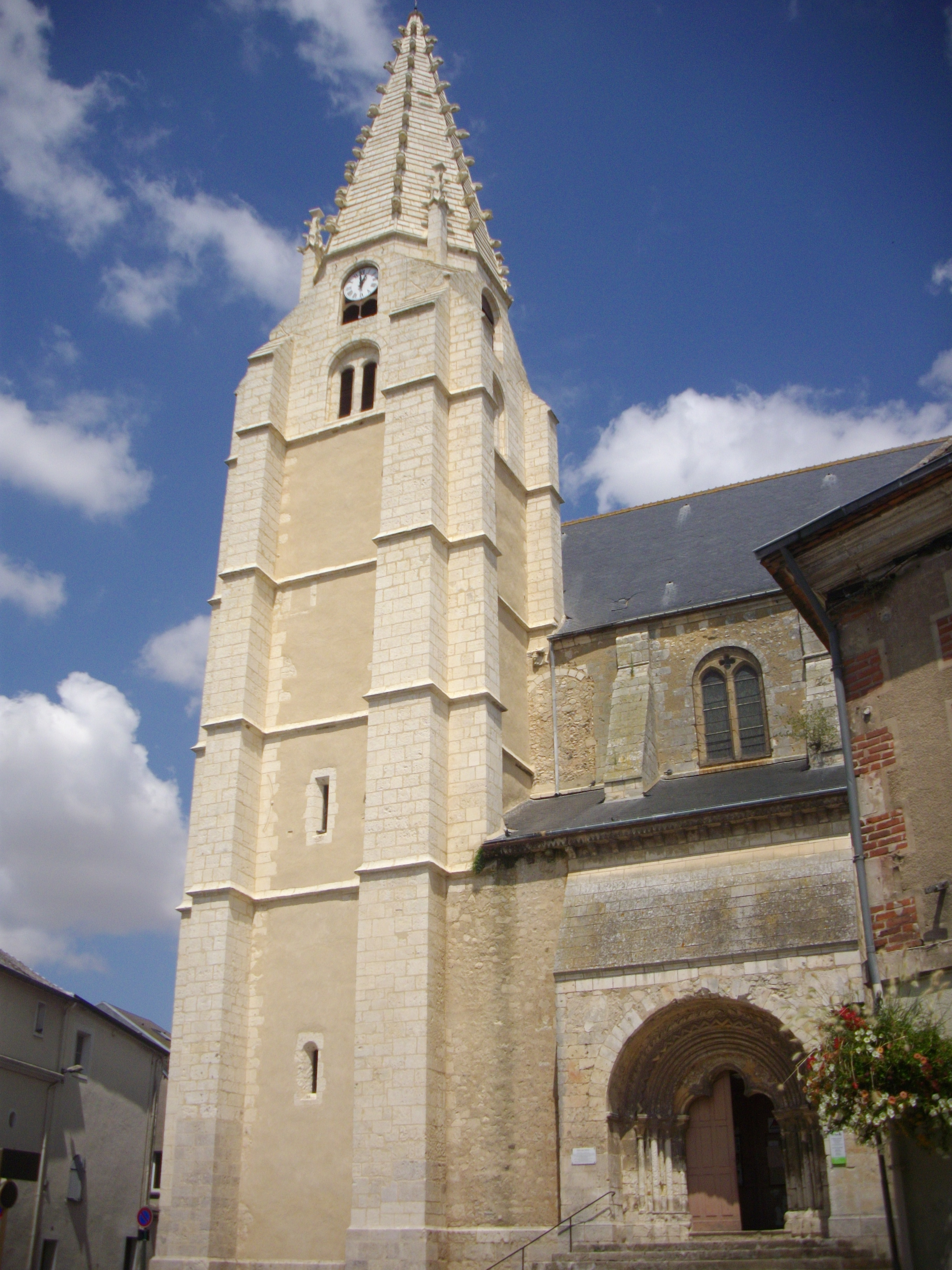
Kerk Saint-Valérien
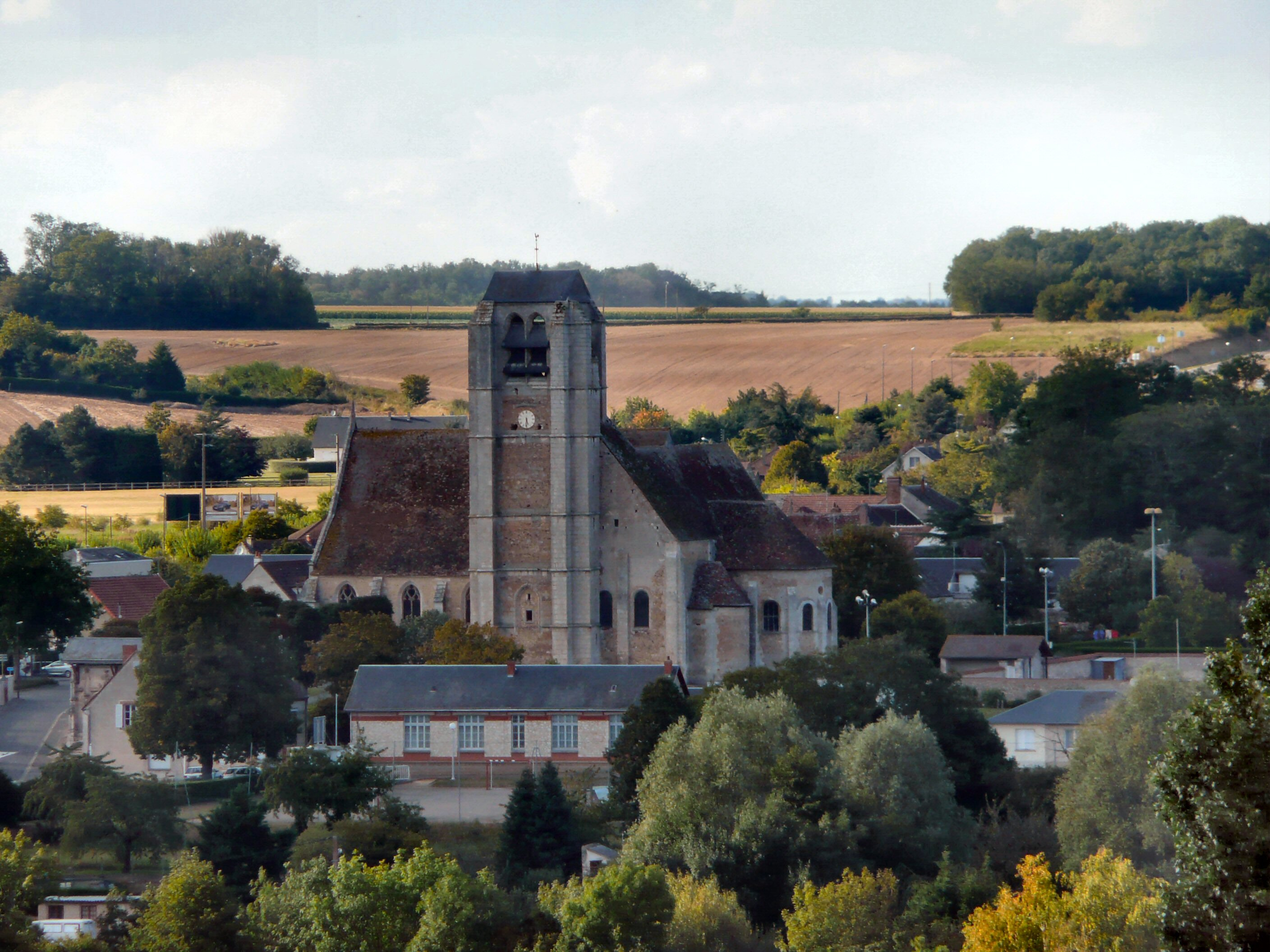
Kerk Saint-Jean
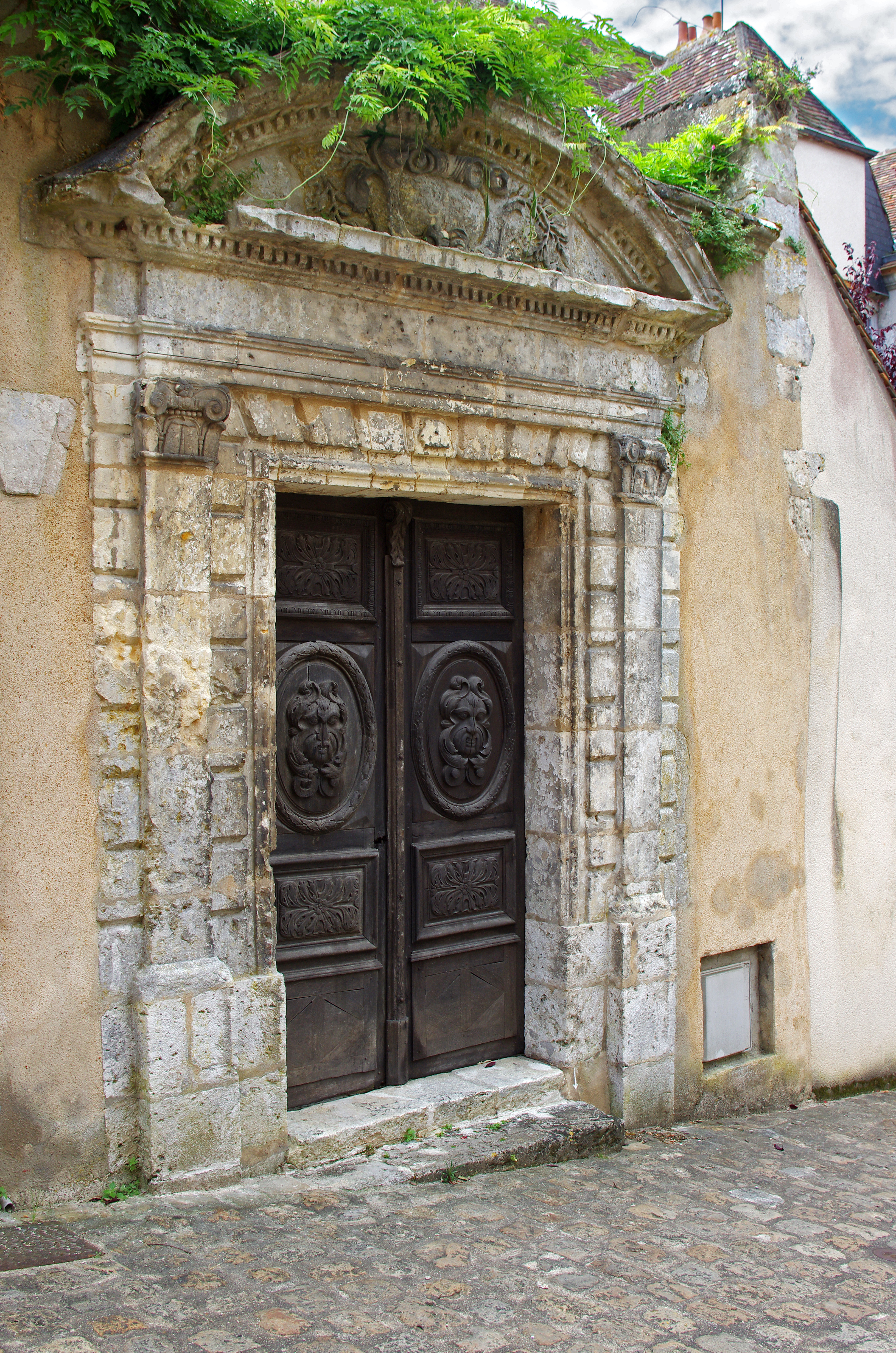
Maison Bordas in de Rue Saint-Lubin
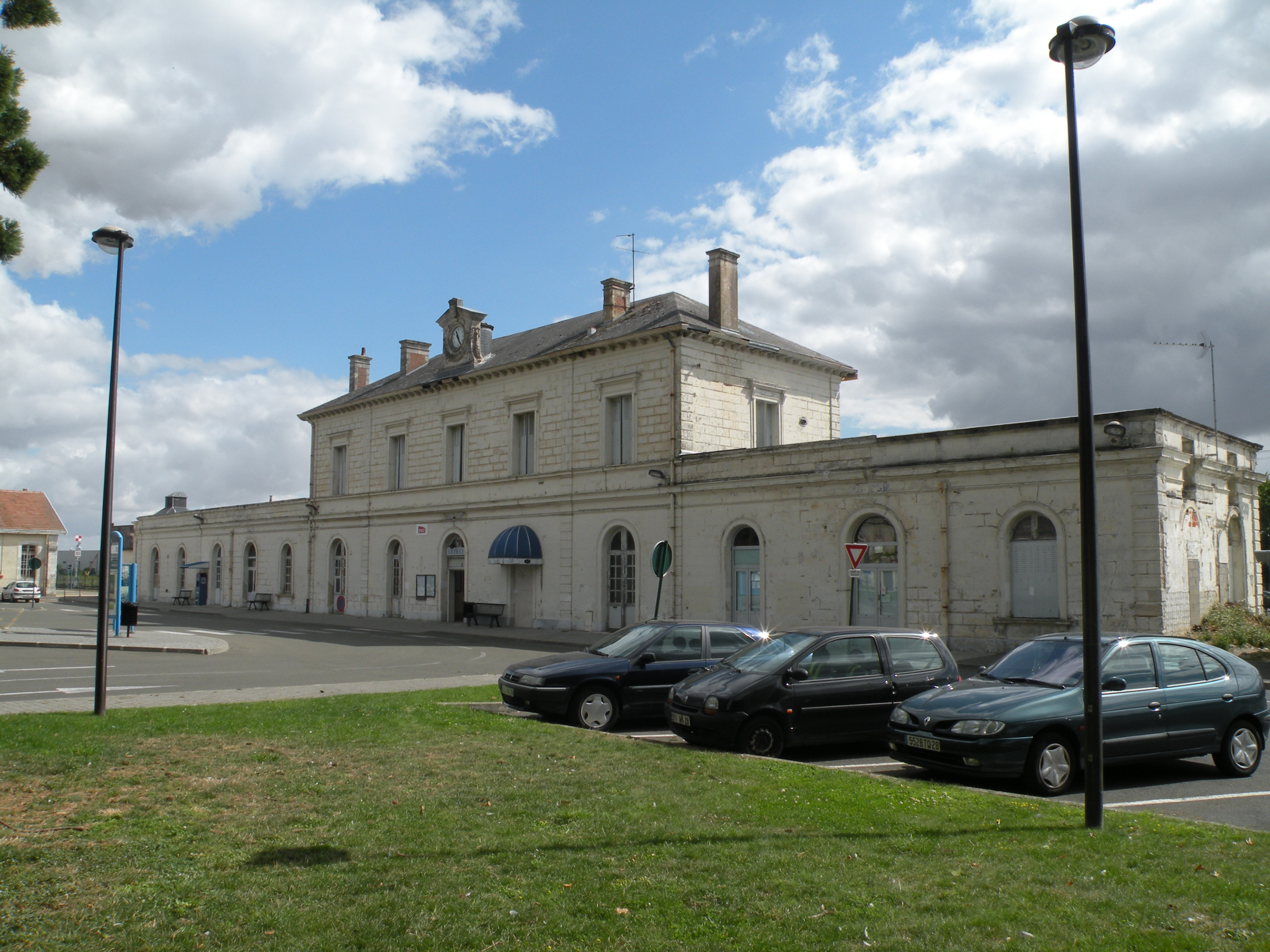
Station

## Geboren
- Romain Feillu (16 april 1984), wielrenner
- Brice Feillu (26 juli 1985), wielrenner